# 1-氧杂-4-硫杂环己烷
1-氧杂-4-硫杂环己烷是一种有机化合物，化学式为C4H8OS。它可由2,2'-二氯乙醚（或2,2'-二溴乙醚）和硫氢化钾反应得到，或由硫代二甘醇和丁基三氯化锡反应制得。在催化下，它可以被过氧化氢氧化为亚砜或砜。